# Beto Gonçalves
Alberto Gonçalves da Costa, meglio noto come Beto Gonçalves (Belém, 31 dicembre 1980), è un calciatore brasiliano naturalizzato indonesiano, attaccante del Persela Lamongan.

## Statistiche

### Cronologia presenze e reti in nazionale
| Cronologia completa delle presenze e delle reti in nazionale ― Indonesia | Cronologia completa delle presenze e delle reti in nazionale ― Indonesia | Cronologia completa delle presenze e delle reti in nazionale ― Indonesia | Cronologia completa delle presenze e delle reti in nazionale ― Indonesia | Cronologia completa delle presenze e delle reti in nazionale ― Indonesia | Cronologia completa delle presenze e delle reti in nazionale ― Indonesia | Cronologia completa delle presenze e delle reti in nazionale ― Indonesia | Cronologia completa delle presenze e delle reti in nazionale ― Indonesia |
| Data                                                                     | Città                                                                    | In casa                                                                  | Risultato                                                                | Ospiti                                                                   | Competizione                                                             | Reti                                                                     | Note                                                                     |
| ------------------------------------------------------------------------ | ------------------------------------------------------------------------ | ------------------------------------------------------------------------ | ------------------------------------------------------------------------ | ------------------------------------------------------------------------ | ------------------------------------------------------------------------ | ------------------------------------------------------------------------ | ------------------------------------------------------------------------ |
| 10-10-2018                                                               | Cikarang                                                                 | Indonesia                                                                | 3 – 0                                                                    | Birmania                                                                 | Amichevole                                                               | 1                                                                        | 63’                                                                      |
| 16-10-2018                                                               | Cikarang                                                                 | Indonesia                                                                | 1 – 1                                                                    | Hong Kong                                                                | Amichevole                                                               | 1                                                                        | 59’                                                                      |
| 9-11-2018                                                                | Kallang                                                                  | Singapore                                                                | 1 – 0                                                                    | Indonesia                                                                | AFF Suzuki Cup 2018 - 1º turno                                           | -                                                                        |                                                                          |
| 13-11-2018                                                               | Giacarta                                                                 | Indonesia                                                                | 3 – 1                                                                    | Timor Est                                                                | AFF Suzuki Cup 2018 - 1º turno                                           | 1                                                                        |                                                                          |
| 17-11-2018                                                               | Bangkok                                                                  | Thailandia                                                               | 4 – 2                                                                    | Indonesia                                                                | AFF Suzuki Cup 2018 - 1º turno                                           | -                                                                        | 86’                                                                      |
| 25-11-2018                                                               | Giacarta                                                                 | Indonesia                                                                | 0 – 0                                                                    | Filippine                                                                | AFF Suzuki Cup 2018 - 1º turno                                           | -                                                                        | 82’                                                                      |
| 11-6-2019                                                                | Amman                                                                    | Giordania                                                                | 4 – 1                                                                    | Indonesia                                                                | Amichevole                                                               | 1                                                                        | 57’                                                                      |
| 15-6-2019                                                                | Giacarta                                                                 | Indonesia                                                                | 6 – 0                                                                    | Vanuatu                                                                  | Amichevole                                                               | 4                                                                        | 69’                                                                      |
| 5-9-2019                                                                 | Giacarta                                                                 | Indonesia                                                                | 2 – 3                                                                    | Malaysia                                                                 | Qual. Mondiali 2022                                                      | 2                                                                        |                                                                          |
| 10-9-2019                                                                | Giacarta                                                                 | Indonesia                                                                | 0 – 3                                                                    | Thailandia                                                               | Qual. Mondiali 2022                                                      | -                                                                        | 89’                                                                      |
| 10-10-2019                                                               | Dubai                                                                    | Emirati Arabi Uniti                                                      | 5 – 0                                                                    | Indonesia                                                                | Qual. Mondiali 2022                                                      | -                                                                        | 63’                                                                      |
| 15-10-2019                                                               | Giacarta                                                                 | Indonesia                                                                | 1 – 3                                                                    | Vietnam                                                                  | Qual. Mondiali 2022                                                      | -                                                                        | 85’                                                                      |
| Totale                                                                   |                                                                          | Presenze                                                                 | 12                                                                       |                                                                          | Reti                                                                     | 10                                                                       |                                                                          |